# Marrit Steenbergen
Marrit Steenbergen (Oosterwolde, 11 de enero de 2000) es una deportista neerlandesa que compite en natación, especialista en el estilo libre.
Ganó siete medallas en el Campeonato Mundial de Natación entre los años 2015 y 2025, y cinco medallas en el Campeonato Mundial de Natación en Piscina Corta, en los años 2016 y 2022.
Además, obtuvo nueve medallas en el Campeonato Europeo de Natación entre los años 2016 y 2022, y tres medallas en el Campeonato Europeo de Natación en Piscina Corta, en los años 2015 y 2021.
Participó en tres Juegos Olímpicos de Verano, ocupando el cuarto lugar en Río de Janeiro 2016 (4 × 100 m libre), el cuarto en Tokio 2020 (4 × 100 m libre) y el séptimo en París 2024 (100 m libre).
Estudió Enfermería en la Universidad Fontys de Ciencias Aplicadas de Eindhoven.

## Palmarés internacional
| Campeonato Mundial                  | Campeonato Mundial    | Campeonato Mundial | Campeonato Mundial      |
| Año                                 | Lugar                 | Medalla            | Prueba                  |
| ----------------------------------- | --------------------- | ------------------ | ----------------------- |
| 2015                                | Kazán (Rusia)         | Medalla de plata   | 4 × 100 m libre         |
| 2022                                | Budapest (Hungría)    | Medalla de bronce  | 4 × 100 m estilos mixto |
| 2023                                | Fukuoka (Japón)       | Medalla de bronce  | 100 m libre             |
| 2024                                | Doha (Catar)          | Medalla de oro     | 100 m libre             |
| 2024                                | Doha (Catar)          | Medalla de oro     | 4 × 100 m libre         |
| 2025                                | Singapur (Singapur)   | Medalla de oro     | 100 m libre             |
| 2025                                | Singapur (Singapur)   | Medalla de bronce  | 4 × 100 m libre         |
| Campeonato Mundial en Piscina Corta |                       |                    |                         |
| Año                                 | Lugar                 | Medalla            | Prueba                  |
| 2016                                | Windsor (Canadá)      | Medalla de bronce  | 4 × 100 m libre         |
| 2022                                | Melbourne (Australia) | Medalla de oro     | 100 m estilos           |
| 2022                                | Melbourne (Australia) | Medalla de bronce  | 100 m libre             |
| 2022                                | Melbourne (Australia) | Medalla de bronce  | 200 m libre             |
| 2022                                | Melbourne (Australia) | Medalla de bronce  | 4 × 50 m libre mixto    |
| Campeonato Europeo                  |                       |                    |                         |
| Año                                 | Lugar                 | Medalla            | Prueba                  |
| 2016                                | Londres (Reino Unido) | Medalla de oro     | 4 × 100 m libre         |
| 2021                                | Budapest (Hungría)    | Medalla de plata   | 4 × 100 m libre         |
| 2022                                | Roma (Italia)         | Medalla de oro     | 100 m libre             |
| 2022                                | Roma (Italia)         | Medalla de oro     | 200 m libre             |
| 2022                                | Roma (Italia)         | Medalla de oro     | 4 × 200 m libre         |
| 2022                                | Roma (Italia)         | Medalla de oro     | 4 × 100 m estilos mixto |
| 2022                                | Roma (Italia)         | Medalla de plata   | 200 m estilos           |
| 2022                                | Roma (Italia)         | Medalla de bronce  | 4 × 100 m libre         |
| 2022                                | Roma (Italia)         | Medalla de bronce  | 4 × 100 m estilos       |
| Campeonato Europeo en Piscina Corta |                       |                    |                         |
| Año                                 | Lugar                 | Medalla            | Prueba                  |
| 2015                                | Netanya (Israel)      | Medalla de bronce  | 100 m estilos           |
| 2021                                | Kazán (Rusia)         | Medalla de oro     | 200 m libre             |
| 2021                                | Kazán (Rusia)         | Medalla de bronce  | 100 m libre             |